# Švajcernica
Švajcernica är en ort i Kroatien.   Den ligger i länet Baranja, i den östra delen av landet, 210 km öster om huvudstaden Zagreb. Švajcernica ligger 86 meter över havet och antalet invånare är 196.
Terrängen runt Švajcernica är mycket platt. Runt Švajcernica är det glesbefolkat, med 16 invånare per kvadratkilometer. Närmaste större samhälle är Osijek, 10,9 km söder om Švajcernica. Runt Švajcernica är det i huvudsak tätbebyggt.